# Ференц Пушкаш
Фе́ренц Пу́шкаш (угор. Puskás Ferenc, справжнє ім'я Фе́ренц Пу́рцельд Бі́ро (угор. Purczeld Biró Ferenc; 1 квітня 1927, Будапешт — 17 листопада 2006, там же) — угорський та іспанський футболіст і тренер. Член славетної збірної Угорщини початку 1950-х років, так званої «Золотої команди».
Провів понад 1300 матчів, у яких забив 1200 голів. Найкращий бомбардир в історії збірної Угорщини. Віце-чемпіон світу 1954. 3-разовий володар Кубка європейських чемпіонів. Ще за життя був визнаний найкращим угорським футболістом усіх часів. Лауреат Ювілейної нагороди УЄФА як найвидатніший угорський футболіст 50-річчя (1954—2003). У жовтні 2009 року ФІФА заснувала щорічну премію Ференца Пушкаша автору найкрасивішого гола.

## Клубна кар'єра
Ференц Пурцельд народився 1 квітня 1927, але, бажаючи уникнути жартів про народження в День сміху, зазначав дату народження 2 квітня та знищив усі документи про народження 1-го, крім паспорту.
Ференц Пушкаш — вихованець клубу «Кішпешт», де до цього грав його батько.
З 1943 року виступав за основний склад «Кішпешта», який в 1948 році було перейменовано на «Гонвед». Після угорських подій 1956 року емігрував до Іспанії, де більше року не виступав на високому рівні, поки не підписав контракт з мадридським «Реалом», за який і виступав з 1958 по 1967 роки. Також він прийняв іспанське громадянство, що дозволило йому виступати за збірну цієї країни.

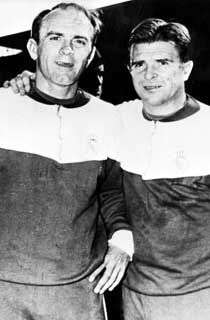
Ференц Пушкаш (справа) та Альфредо Ді Стефано — легендарна пара форвардів мадридського «Реалу»

За збірні Угорщини та Іспанії зіграв 89 матчів, забив 84 голи, у вищих лігах Угорщини та Іспанії зіграв 533 матчі, забив 511 голів.
Олімпійський чемпіон 1952 року. П'ятиразовий чемпіон Угорщини, п'ятиразовий чемпіон Іспанії. Триразовий володар Кубка європейських чемпіонів (1959, 1960, 1966).
Серед тренерських досягнень — дворазовий чемпіон Греції (1970, 1972, «Панатінаїкос») та фіналіст Кубка європейських чемпіонів (1971, «Панатінаїкос»), володар кубка Греції (1979, АЕК Афіни), чемпіон Австралії (1991, «Саут Мельбурн Еллас»).
У 1993 році повернувся в Угорщину, деякий час був головним тренером національної команди. У 2002 році будапештський «Непштадіон» був за життя перейменований на його честь. Ференц помер в 2006 році від пневмонії після 6 років хвороби Альцгеймера; похований з національними почестями в базиліці Святого Іштвана в Будапешті.

## Досягнення в кар'єрі гравця
Командні досягнення
 Гонвед Будапешт
- Чемпіон Угорської ліги (5): 1949-50, 1950, 1952, 1954, 1955

 Реал Мадрид

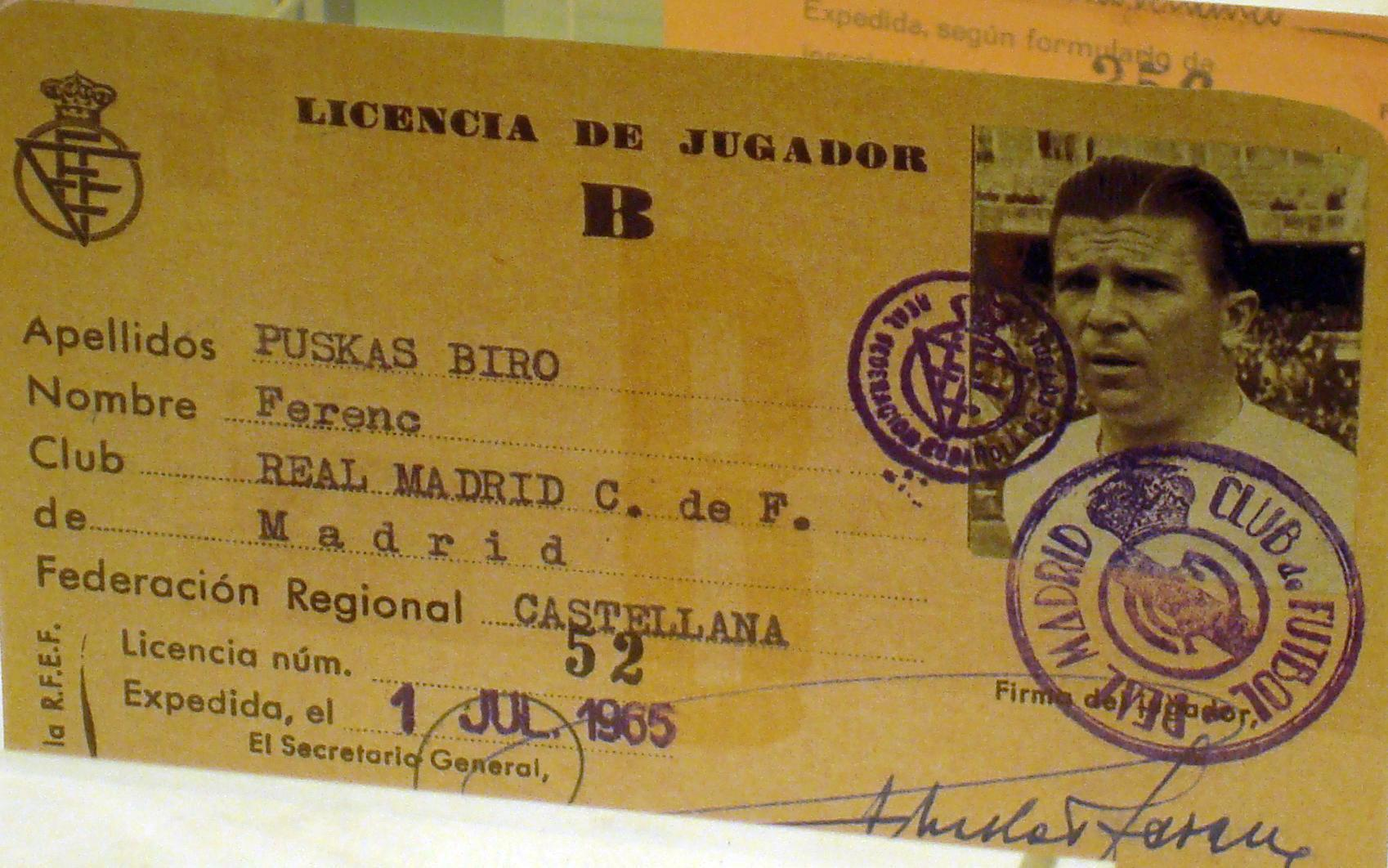
Ліцензія гравця на ім'я Пушкаша

- Чемпіон Прімери (5): 1960-61, 1961-62, 1962-63, 1963-64, 1964-65
- Володар Кубка Іспанії: 1961-62
- Володар Кубка європейських чемпіонів (3): 1958-59, 1959-60, 1965-66
- Володар Міжконтинентального кубка: 1960

 Збірна Угорщини
- Олімпійський чемпіон: 1952
- Віце-чемпіон світу: 1954
- Володар Центрально-європейського кубка: 1953
- Володар Балканського кубка: 1947

Особисті досягнення
- Найвидатніший угорський футболіст 50-річчя (1954—2003).
- Найкращий бомбардир Кубка Європи (2): 1960, 1964
- Найкращий бомбардир Угорської ліги (4): 1947/48, 1949/50, 1950, 1953
- Найкращий бомбардир іспанської Прімери (4): 1959-60, 1960-61, 1962-63, 1963-64
- Входить до списку ФІФА 100
- Оголошений Фіфа найкращим бомбардиром XX століття.

## Статистика виступів
| Клуб              | Сезон             | Ліга | Ліга | Кубки | Кубки | Єврокубки | Єврокубки | Інші | Інші | Офіційні матчі | Офіційні матчі | Товариські матчі | Товариські матчі | Всього | Всього |
| Клуб              | Сезон             | Ігри | Голи | Ігри  | Голи  | Ігри      | Голи      | Ігри | Голи | Ігри           | Голи           | Ігри             | Голи             | Ігри   | Голи   |
| ----------------- | ----------------- | ---- | ---- | ----- | ----- | --------- | --------- | ---- | ---- | -------------- | -------------- | ---------------- | ---------------- | ------ | ------ |
| Кішпешт B         | 1942-43           | 3    | 4    | 0     | 0     | 0         | 0         | 0    | 0    | 3              | 4              | 0                | 0                | 3      | 4      |
| Кішпешт B         | Всього            | 3    | 4    | 0     | 0     | 0         | 0         | 0    | 0    | 3              | 4              | 0                | 0                | 3      | 4      |
| «Гонвед»          | 1943-44           | 18   | 7    | 0     | 0     | 0         | 0         | 0    | 0    | 18             | 7              | 0                | 0                | 18     | 7      |
| «Гонвед»          | 1944-45           | 2    | 0    | 0     | 0     | 0         | 0         | 0    | 0    | 2              | 0              | 0                | 0                | 2      | 0      |
| «Гонвед»          | 1944              | 11   | 7    | 0     | 0     | 0         | 0         | 0    | 0    | 11             | 7              | 3                | 0                | 14     | 7      |
| «Гонвед»          | 1945              | 20   | 10   | 0     | 0     | 0         | 0         | 0    | 0    | 20             | 10             | 0                | 0                | 20     | 10     |
| «Гонвед»          | 1945-46           | 34   | 35   | 0     | 0     | 0         | 0         | 0    | 0    | 34             | 35             | 4                | 16               | 38     | 51     |
| «Гонвед»          | 1946-47           | 30   | 32   | 0     | 0     | 0         | 0         | 0    | 0    | 30             | 32             | ?                | ?                | ?      | ?      |
| «Гонвед»          | 1947-48           | 32   | 50   | 0     | 0     | 0         | 0         | 0    | 0    | 32             | 50             | ?                | ?                | ?      | ?      |
| «Гонвед»          | 1948-49           | 30   | 46   | 0     | 0     | 0         | 0         | 0    | 0    | 30             | 46             | ?                | ?                | ?      | ?      |
| «Гонвед»          | 1949-50           | 30   | 31   | 0     | 0     | 0         | 0         | 0    | 0    | 30             | 31             | 0                | 0                | 30     | 31     |
| «Гонвед»          | 1950              | 15   | 25   | 0     | 0     | 0         | 0         | 0    | 0    | 15             | 25             | 5                | 4                | 20     | 29     |
| «Гонвед»          | 1951              | 21   | 21   | 1     | 1     | 0         | 0         | 0    | 0    | 22             | 22             | 8                | 5                | 30     | 27     |
| «Гонвед»          | 1952              | 26   | 22   | 3     | 12    | 0         | 0         | 0    | 0    | 29             | 34             | 4                | 4                | 33     | 38     |
| «Гонвед»          | 1953              | 26   | 27   | 0     | 0     | 0         | 0         | 0    | 0    | 26             | 27             | 3                | 4                | 29     | 31     |
| «Гонвед»          | 1954              | 20   | 21   | 6     | 4     | 0         | 0         | 0    | 0    | 26             | 25             | 9                | 12               | 35     | 37     |
| «Гонвед»          | 1955              | 26   | 18   | 0     | 0     | 0         | 0         | 4    | 3    | 30             | 21             | 6                | 2                | 36     | 23     |
| «Гонвед»          | 1956              | 13   | 5    | 0     | 0     | 2         | 1         | 0    | 0    | 15             | 6              | 14               | 11               | 29     | 17     |
| «Гонвед»          | 1957              | 0    | 0    | 0     | 0     | 0         | 0         | 0    | 0    | 0              | 0              | 6+               | 11               | 6+     | 11     |
| «Гонвед»          | Всього            | 354  | 357  | 10    | 17    | 2         | 1         | 4    | 3    | 370            | 378            | 62+              | 69+              | 432+   | 447+   |
| «Реал» (Мадрид)   | 1958-59           | 24   | 21   | 5     | 2     | 4         | 2         | 0    | 0    | 33             | 25             | 11               | 10               | 44     | 35     |
| «Реал» (Мадрид)   | 1959-60           | 24   | 25   | 5     | 9     | 7         | 12        | 0    | 0    | 36             | 46             | 14               | 13               | 50     | 59     |
| «Реал» (Мадрид)   | 1960-61           | 28   | 27   | 9     | 14    | 2         | 0         | 2    | 2    | 41             | 43             | 19               | 17               | 60     | 60     |
| «Реал» (Мадрид)   | 1961-62           | 23   | 20   | 8     | 13    | 9         | 7         | 0    | 0    | 40             | 40             | 9                | 12               | 49     | 52     |
| «Реал» (Мадрид)   | 1962-63           | 30   | 26   | 7     | 5     | 2         | 0         | 0    | 0    | 39             | 31             | 12               | 12               | 51     | 43     |
| «Реал» (Мадрид)   | 1963-64           | 25   | 21   | 0     | 0     | 8         | 7         | 0    | 0    | 33             | 28             | 9                | 4                | 42     | 32     |
| «Реал» (Мадрид)   | 1964-65           | 18   | 11   | 4     | 4     | 3         | 2         | 0    | 0    | 25             | 17             | 9                | 8                | 34     | 25     |
| «Реал» (Мадрид)   | 1965-66           | 8    | 4    | 3     | 1     | 3         | 5         | 0    | 0    | 14             | 10             | 15               | 5                | 29     | 15     |
| «Реал» (Мадрид)   | 1966-67           | 0    | 0    | 0     | 0     | 0         | 0         | 0    | 0    | 0              | 0              | 11               | 8                | 11     | 8      |
| «Реал» (Мадрид)   | Всього            | 180  | 155  | 41    | 48    | 38        | 35        | 2    | 2    | 261            | 240            | 109              | 89               | 370    | 329    |
| Всього за кар'єру | Всього за кар'єру | 537  | 516  | 51    | 65    | 40        | 36        | 6    | 5    | 634            | 622            | 171+             | 158+             | 805+   | 780+   |

### Статистика виступів за збірні
| Дата       | Місто          | Господарі        | Результат | Гості          | Турнір                   | Голи | Примітки      |
| ---------- | -------------- | ---------------- | --------- | -------------- | ------------------------ | ---- | ------------- |
| 20/08/1945 | Будапешт       | Угорщина         | 5 – 2     | Австрія        | товариський матч         | 1    |               |
| 30/09/1945 | Будапешт       | Угорщина         | 7 – 2     | Румунія        | товариський матч         | 2    |               |
| 14/04/1946 | Відень         | Австрія          | 3 – 2     | Угорщина       | товариський матч         | -    |               |
| 06/10/1946 | Будапешт       | Угорщина         | 2 – 0     | Австрія        | товариський матч         | -    |               |
| 30/10/1946 | Еш-сюр-Альзетт | Люксембург       | 2 – 7     | Угорщина       | товариський матч         | 3    |               |
| 04/05/1947 | Будапешт       | Угорщина         | 5 – 2     | Австрія        | товариський матч         | 1    |               |
| 11/05/1947 | Турин          | Італія           | 3 – 2     | Угорщина       | товариський матч         | 1    |               |
| 29/06/1947 | Белград        | Югославія        | 2 – 3     | Угорщина       | Балканський Кубок        | 1    |               |
| 14/09/1947 | Відень         | Австрія          | 3 – 4     | Угорщина       | товариський матч         | -    |               |
| 12/10/1947 | Бухарест       | Румунія          | 0 – 3     | Угорщина       | Балканський Кубок        | 2    |               |
| 21/04/1948 | Будапешт       | Угорщина         | 7 – 4     | Швейцарія      | Кубок Центральної Європи | 2    |               |
| 02/05/1948 | Відень         | Австрія          | 3 – 2     | Угорщина       | Кубок Центральної Європи | -    |               |
| 23/05/1948 | Будапешт       | Угорщина         | 2 – 1     | Чехословаччина | Кубок Центральної Європи | -    |               |
| 06/06/1948 | Будапешт       | Угорщина         | 9 – 0     | Румунія        | Балканський Кубок        | 2    |               |
| 24/10/1948 | Бухарест       | Румунія          | 1 – 5     | Угорщина       | товариський матч         | 3    |               |
| 07/11/1948 | Софія          | Болгарія         | 1 – 0     | Угорщина       | Балканський Кубок        | -    |               |
| 10/04/1949 | Прага          | Чехословаччина   | 5 – 2     | Угорщина       | Кубок Центральної Європи | 1    |               |
| 02/05/1949 | Будапешт       | Угорщина         | 6 – 1     | Австрія        | Кубок Центральної Європи | 3    |               |
| 12/06/1949 | Будапешт       | Угорщина         | 1 – 1     | Італія         | Кубок Центральної Європи | -    |               |
| 19/06/1949 | Стокгольм      | Швеція           | 2 – 2     | Угорщина       | товариський матч         | -    |               |
| 10/07/1949 | Дебрецен       | Угорщина         | 8 – 2     | Польща         | товариський матч         | 2    |               |
| 16/10/1949 | Відень         | Австрія          | 3 – 4     | Угорщина       | товариський матч         | 2    |               |
| 30/10/1949 | Будапешт       | Угорщина         | 5 – 0     | Болгарія       | товариський матч         | 2    |               |
| 20/11/1949 | Будапешт       | Угорщина         | 5 – 0     | Швеція         | товариський матч         | 1    |               |
| 30/04/1950 | Будапешт       | Угорщина         | 5 – 0     | Чехословаччина | товариський матч         | 2    |               |
| 15/05/1950 | Відень         | Австрія          | 5 – 3     | Угорщина       | товариський матч         | 1    |               |
| 04/06/1950 | Варшава        | Польща           | 2 – 5     | Угорщина       | товариський матч         | 2    |               |
| 24/09/1950 | Будапешт       | Угорщина         | 12 – 0    | Албанія        | товариський матч         | 4    |               |
| 29/10/1950 | Будапешт       | Угорщина         | 4 – 3     | Австрія        | товариський матч         | 3    |               |
| 12/11/1950 | Софія          | Болгарія         | 1 – 1     | Угорщина       | товариський матч         | -    |               |
| 27/05/1951 | Будапешт       | Угорщина         | 6 – 0     | Польща         | товариський матч         | 2    |               |
| 14/10/1951 | Острава        | Чехословаччина   | 1 – 2     | Угорщина       | товариський матч         | -    |               |
| 18/11/1951 | Будапешт       | Угорщина         | 8 – 0     | Фінляндія      | товариський матч         | 2    |               |
| 18/05/1952 | Будапешт       | Угорщина         | 5 – 0     | НДР            | товариський матч         | -    |               |
| 24/05/1952 | Москва         | СРСР             | 1 – 1     | Угорщина       | товариський матч         | -    |               |
| 27/05/1952 | Москва         | СРСР             | 2 – 1     | Угорщина       | товариський матч         | 1    |               |
| 15/06/1952 | Варшава        | Польща           | 1 – 5     | Угорщина       | товариський матч         | 2    |               |
| 22/06/1952 | Гельсінкі      | Фінляндія        | 1 – 6     | Угорщина       | товариський матч         | 1    |               |
| 15/07/1952 | Турку          | Угорщина         | 2 – 1     | Румунія        | ОІ 1952 - 1-й етап       | -    |               |
| 21/07/1952 | Гельсінкі      | Угорщина         | 3 – 0     | Італія         | ОІ 1952 - 2º turno       | -    |               |
| 24/07/1952 | Гельсінкі      | Угорщина         | 7 – 1     | Туреччина      | ОІ 1952 - чвертьфінал    | 2    |               |
| 28/07/1952 | Гельсінкі      | Угорщина         | 6 – 0     | Швеція         | ОІ 1952 - півфінал       | 1    |               |
| 02/08/1952 | Гельсінкі      | Угорщина         | 2 – 0     | Югославія      | ОІ 1952 - Фінал          | 1    | Золоті медалі |
| 20/09/1952 | Берн           | Швейцарія        | 2 – 4     | Угорщина       | Кубок Центральної Європи | 2    |               |
| 19/10/1952 | Будапешт       | Угорщина         | 5 – 0     | Чехословаччина | товариський матч         | -    |               |
| 26/04/1953 | Будапешт       | Угорщина         | 1 – 1     | Австрія        | товариський матч         | -    |               |
| 17/05/1953 | Рим            | Італія           | 0 – 3     | Угорщина       | Кубок Центральної Європи | 2    |               |
| 05/07/1953 | Стокгольм      | Швеція           | 2 – 4     | Угорщина       | товариський матч         | 1    |               |
| 04/10/1953 | Прага          | Чехословаччина   | 1 – 5     | Угорщина       | товариський матч         | 1    |               |
| 11/10/1953 | Відень         | Австрія          | 2 – 2     | Угорщина       | товариський матч         | -    |               |
| 15/11/1953 | Будапешт       | Угорщина         | 2 – 2     | Швеція         | товариський матч         | -    |               |
| 25/11/1953 | Лондон         | Англія           | 3 – 6     | Угорщина       | товариський матч         | 2    |               |
| 12/02/1954 | Каїр           | Єгипет           | 0 – 3     | Угорщина       | товариський матч         | 2    |               |
| 11/04/1954 | Відень         | Австрія          | 0 – 1     | Угорщина       | товариський матч         | -    |               |
| 23/05/1954 | Будапешт       | Угорщина         | 7 – 1     | Англія         | товариський матч         | 2    |               |
| 17/06/1954 | Цюрих          | Угорщина         | 9 – 0     | Південна Корея | ЧС 1954 - 1-й етап       | 2    |               |
| 20/06/1954 | Базель         | Угорщина         | 8 – 3     | ФРН            | ЧС 1954 - 1-й етап       | 1    |               |
| 04/07/1954 | Берн           | ФРН              | 3 – 2     | Угорщина       | ЧС 1954 - Фінал          | 1    | 2-ге місце    |
| 19/09/1954 | Будапешт       | Угорщина         | 5 – 1     | Румунія        | товариський матч         | -    |               |
| 26/09/1954 | Москва         | СРСР             | 1 – 1     | Угорщина       | товариський матч         | -    |               |
| 10/10/1954 | Будапешт       | Угорщина         | 3 – 0     | Швейцарія      | товариський матч         | -    |               |
| 24/10/1954 | Будапешт       | Угорщина         | 4 – 1     | Чехословаччина | товариський матч         | -    |               |
| 08/12/1954 | Глазго         | Шотландія        | 2 – 4     | Угорщина       | товариський матч         | -    |               |
| 24/04/1955 | Відень         | Австрія          | 2 – 2     | Угорщина       | Кубок Центральної Європи | -    |               |
| 08/05/1955 | Осло           | Норвегія         | 0 – 5     | Угорщина       | товариський матч         | 1    |               |
| 11/05/1955 | Стокгольм      | Швеція           | 3 – 7     | Угорщина       | товариський матч         | 2    |               |
| 15/05/1955 | Копенгаген     | Данія            | 0 – 6     | Угорщина       | товариський матч         | -    |               |
| 19/05/1955 | Гельсінкі      | Фінляндія        | 1 – 9     | Угорщина       | товариський матч         | 1    |               |
| 29/05/1955 | Будапешт       | Угорщина         | 3 – 1     | Шотландія      | товариський матч         | -    |               |
| 17/09/1955 | Лозанна        | Швейцарія        | 4 – 5     | Угорщина       | Кубок Центральної Європи | 2    |               |
| 25/09/1955 | Будапешт       | Угорщина         | 1 – 1     | СРСР           | товариський матч         | 1    |               |
| 02/10/1955 | Прага          | Чехословаччина   | 1 – 3     | Угорщина       | Кубок Центральної Європи | -    |               |
| 16/10/1955 | Будапешт       | Угорщина         | 6 – 1     | Австрія        | Кубок Центральної Європи | 1    |               |
| 13/11/1955 | Будапешт       | Угорщина         | 4 – 2     | Швеція         | товариський матч         | 1    |               |
| 27/11/1955 | Будапешт       | Угорщина         | 2 – 0     | Італія         | Кубок Центральної Європи | 1    |               |
| 19/02/1956 | Стамбул        | Туреччина        | 3 – 1     | Угорщина       | товариський матч         | 1    |               |
| 29/02/1956 | Бейрут         | Ліван            | 1 – 4     | Угорщина       | товариський матч         | 1    |               |
| 29/04/1956 | Будапешт       | Угорщина         | 2 – 2     | Югославія      | Кубок Центральної Європи | -    |               |
| 03/06/1956 | Брюссель       | Бельгія          | 5 – 4     | Угорщина       | товариський матч         | 1    |               |
| 09/06/1956 | Лісабон        | Португалія       | 2 – 2     | Угорщина       | товариський матч         | -    |               |
| 15/07/1956 | Будапешт       | Угорщина         | 3 – 0     | Польща         | товариський матч         | -    |               |
| 16/09/1956 | Белград        | Югославія        | 1 – 3     | Угорщина       | Кубок Центральної Європи | 1    |               |
| 23/09/1956 | Москва         | СРСР             | 0 – 1     | Угорщина       | товариський матч         | -    |               |
| 07/10/1956 | Париж          | Франція          | 1 – 2     | Угорщина       | товариський матч         | -    |               |
| 14/10/1956 | Відень         | Австрія          | 0 – 2     | Угорщина       | товариський матч         | 1    |               |
| Усього     |                | Матчів (4 місце) | 85        |                | Голів (1 місце)          | 84   |               |

| Дата       | Місто          | Господарі      | Результат | Гості   | Турнір             | Голи | Примітки |
| ---------- | -------------- | -------------- | --------- | ------- | ------------------ | ---- | -------- |
| 12/11/1961 | Касабланка     | Марокко        | 0 – 1     | Іспанія | Відбір до ЧС 1962  | -    |          |
| 31/05/1962 | Вінья-дель-Мар | Чехословаччина | 1 – 0     | Іспанія | ЧС 1962 - 1-й етап | -    |          |
| 03/06/1962 | Вінья-дель-Мар | Іспанія        | 1 – 0     | Мексика | ЧС 1962 - 1-й етап | -    |          |
| 06/06/1962 | Вінья-дель-Мар | Бразилія       | 2 – 1     | Іспанія | ЧС 1962 - 1-й етап | -    |          |
| Усього     |                | Матчів         | 4         |         | Голів              | 0    |          |

## Цікавинки
- Прізвисько «Галопуючий майор» Пушкаш одержав незабаром після присвоєння йому відповідного військового звання.
- Пушкаш був абсолютно «лівоногим» гравцем, і на запитання: «А чи вмієте ви бити правою?» він жартома відповідав: «Якщо я вдарю правою, можу впасти горілиць.»
- Видатний футбольний тренер, тактик та теоретик Вітторіо Поццо казав про Пушкаша:

Якщо захисник бачив три варіанти продовження атаки, коли Пушкаш приймав м'яч, можна було бути впевненим, що він візьме четверте рішення. Ось чому я вважаю його найбільшим гравцем.
- На його честь названо астероїд 82656 Пушкаш

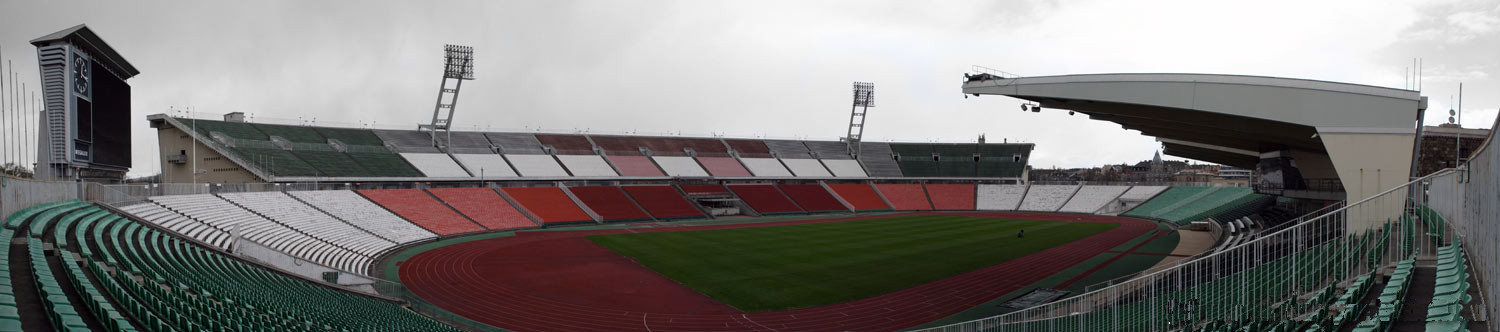
Панорама стадіону ім. Ференца Пушкаша в Будапешті (колишній «Непштадіон»)